# Resolutie 3379 Algemene Vergadering Verenigde Naties
Resolutie 3379 van de Verenigde Naties is een resolutie van de Algemene Vergadering van de Verenigde Naties, die werd aangenomen op 10 november 1975 met 72 stemmen tegen 35 (en 32 onthoudingen). Ze "stelt vast dat zionisme een vorm is van racisme en raciale discriminatie". De resolutie veroorzaakte internationale ophef en herdefinieerde het Israëlisch-Palestijns conflict als een strijd tegen koloniale onderdrukking in plaats van een louter territoriaal geschil. Resolutie 3379 werd herroepen door resolutie 46/86 op 16 december 1991, toen de Sovjet-Unie uiteengevallen was.

## Achtergrond
Resolutie 3379 werd aangenomen kort na de mislukte Arabische aanval op Israël van 1973/'74. Deze aanval was bedoeld om de ten tijde van de Zesdaagse Oorlog in 1967 door Israël veroverde gebieden te heroveren. Resolutie 242 van de Veiligheidsraad van de Verenigde Naties uit 1967 had Israël opgeroepen zich terug te trekken uit de bezette gebieden; Israël had deze resolutie echter naast zich neergelegd.
Tot 1967 was de Gazastrook bezet door Egypte en de Westelijke Jordaanoever door Jordanië. Na de Jom Kipoeroorlog kreeg de Palestijnse Bevrijdingsorganisatie (PLO) in 1974 in de Verenigde Naties een waarnemersstatus en verklaarde de Arabische Liga de PLO tot enige vertegenwoordiger van de Palestijnen.
Resolutie 3379 werd ingediend door de Arabische wereld en gesteund door de Sovjet-Unie, toentertijd de belangrijkste wapenleverancier van Egypte en Syrië, door de satellietstaten van de Sovjet-Unie en door een aanzienlijk deel van de derdewereldlanden.

## Stemgedrag per land

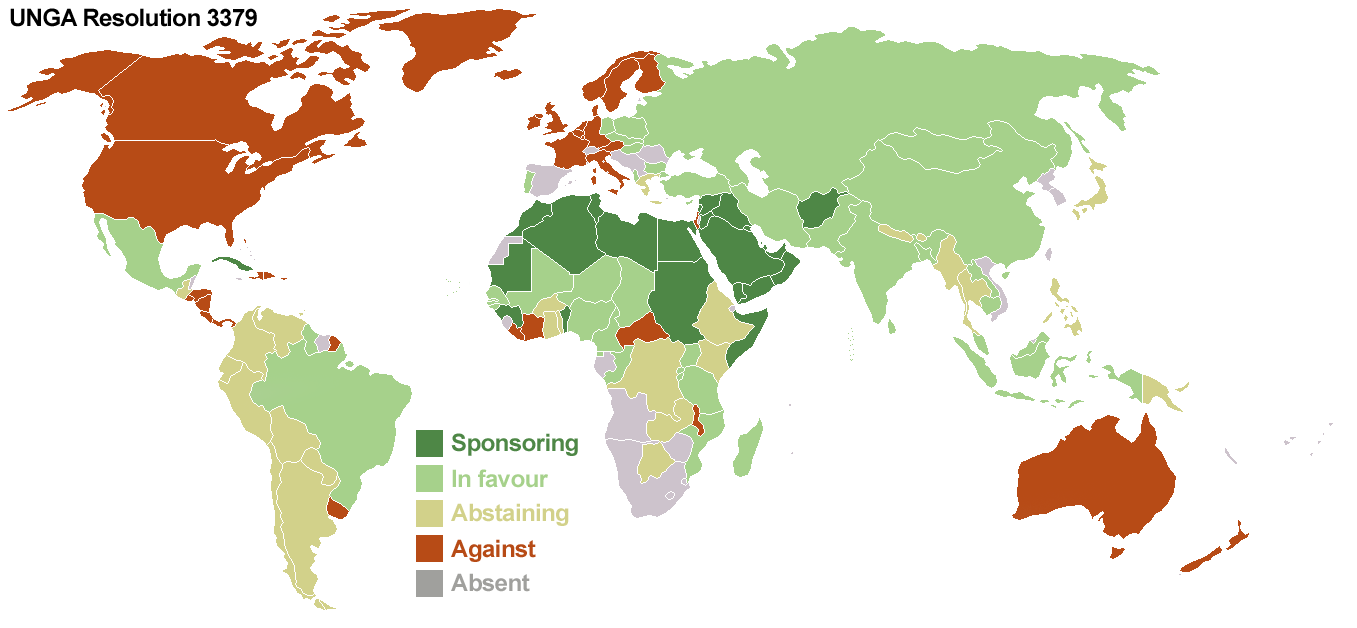
Stemgedrag

Ingediend door (25, donkergroen): Afghanistan, Algerije, Bahrein, Cuba, Dahomey, Egypte, Guinee, Irak, Jordanië, Koeweit, Libanon, Libië, Mauritanië, Marokko, Noord-Jemen, Oman, Qatar, Saoedi-Arabië, Somalië, Soedan, Syrië, Tunesië, Verenigde Arabische Emiraten en Zuid-Jemen.
Voor (72, lichtgroen): de 25 indieners, aangevuld met: Albanië, Bangladesh, Brazilië, Bulgarije, Burundi, Cambodja, China, Congo, Cyprus, DDR, Equatoriaal-Guinea, Gambia, Grenada, Guinee-Bissau, Guyana, Hongarije, India, Indonesië, Iran, Kaapverdië, Kameroen, Laos, Madagaskar, Maleisië, Maldiven, Mali, Malta, Mexico, Mongolië, Mozambique, Niger, Nigeria, Oeganda, Oekraïne, Pakistan, Polen, Portugal, Rwanda, Sao Tomé en Principe, Senegal, Sri Lanka, Tanzania, Tsjaad, Tsjecho-Slowakije, Turkije, Sovjet-Unie en Wit-Rusland.
Tegen (35, rood): Australië, Bahama's, Barbados, België, Canada, Centraal-Afrikaanse Republiek, Costa Rica, Denemarken, Dominicaanse Republiek, El Salvador, Fiji, Finland, Frankrijk, Haïti, Honduras, Ierland, Israël, Italië, Ivoorkust, Liberia, Luxemburg, Malawi, Nederland, Nieuw-Zeeland, Nicaragua, Noorwegen, Oostenrijk, Panama, Swaziland, Uruguay, Verenigd Koninkrijk, Verenigde Staten, West-Duitsland, IJsland en Zweden.
Onthouding (32, lichtbruin): Argentinië, Bhutan, Birma, Bolivia, Botswana, Chili, Colombia, Ecuador, Ethiopië, Filipijnen, Gabon, Ghana, Griekenland, Guatemala, Jamaica, Japan, Kenia, Lesotho, Mauritius, Nepal, Opper-Volta, Papoea-Nieuw-Guinea, Paraguay, Peru, Sierra Leone, Singapore, Thailand, Togo, Trinidad en Tobago, Venezuela, Zaïre en Zambia.
Niet gestemd (3): Roemenië, Spanje en Zuid-Afrika.